# Longmire Buildings
Pour les articles homonymes, voir Longmire (homonymie).
Les Longmire Buildings sont trois bâtiments américains à Longmire, dans les comtés de Lewis et Pierce, dans l'État de Washington. Protégé au sein du parc national du mont Rainier, cet ensemble architectural érigé à compter de 1927 est inscrit au Registre national des lieux historiques et classé National Historic Landmark depuis le 28 mai 1987.
Caractérisé par son emploi du style rustique du National Park Service, il est composé du Longmire Administration Building, du Longmire Community Building et enfin de la Longmire Service Station, une station-service. Ces trois bâtiments sont chacun des propriétés contributrices au district historique de Longmire depuis la création de ce district historique le 13 mars 1991.